# David Murray
 David Murray  va ser un pilot de curses automobilístiques escocès que va arribar a disputar curses de Fórmula 1.
Murray va néixer el 28 de desembre del 1909 a Edimburg, Escòcia. Va morir el 5 d'abril del 1973 a Las Palmas de Gran Canaria, Espanya.

## A la F1
Va participar en la primera cursa de la història de la Fórmula 1, el GP de la Gran Bretanya, disputat el 13 de maig del 1950, que formava part del campionat del món de la temporada 1950 de F1, on va participar en aquesta cursa i al GP d'Itàlia.
David Murray va participar en un total de cinc curses puntuables pel campionat de la F1, disputades en tres temporades a la F1, les corresponents als anys 1950, 1951 i 1952.
Murray va ser el fundador de l'escuderia Ecurie Ecosse. També va disputar nombroses curses no puntuables pel mundial de la F1.

## Resultats a la F1
| Any  | Equip               | Xassís   | Motor              | 1       | 2   | 3   | 4   | 5       | 6       | 7       | 8   | Posició | Punts |
| ---- | ------------------- | -------- | ------------------ | ------- | --- | --- | --- | ------- | ------- | ------- | --- | ------- | ----- |
| 1950 | Scuderia Ambrosiana | Maserati | Straight-4         | GBR Ret | MON | 500 | SUI | FRA     | BEL     | ITA Ret |     | -       | 0     |
| 1951 | Scuderia Ambrosiana | Maserati | Straight-4         | SUI     | 500 | BEL | FRA | GBR Ret | ALE DNS | ITA     | ESP | -       | 0     |
| 1952 | Ecurie Ecosse       | Cooper   | Bristol Straight-6 | SUI     | 500 | BEL | FRA | GBR Ret | ALE     | HOL     | ITA | -       | 0     |

### Resum
| Curses: | Victòries: | Pòdiums: | Poles: | Voltes ràpides: | Punts: |
| ------- | ---------- | -------- | ------ | --------------- | ------ |
| 5       | 0          | 0        | 0      | 0               | 0      |